# The Fifth Element
The Fifth Element, in Franstalige landen uitgebracht als Le Cinquième Élément, is een Franse sciencefiction-actiefilm uit 1997 onder regie van Luc Besson. Besson bedacht de basis van het verhaal reeds op zestienjarige leeftijd. De film is een space opera en een weergave van de popcultuur van de jaren negentig  vermengd met elementen uit een zekere menselijke toekomst . In de hoofdrollen spelen Bruce Willis, Milla Jovovich, Gary Oldman, Chris Tucker en Ian Holm.

## Verhaal
In 1914 ontdekt een archeoloog dat zich in een tempel in Egypte "het vijfde element" bevindt. Wegens de oorlogsdreiging wordt het hier weggehaald door de Mondoshawan, een buitenaards volk. Omdat het kwaad elke 5.000 jaar al het leven in het universum probeert te vernietigen, sturen de Mondoshawan het vijfde element 300 jaar later terug naar de Aarde. Alleen hier kan het samen met de vier elementen water, vuur, lucht en aarde het zogenaamde licht der schepping maken: het enige wapen tegen het kwaad. Maar voordat de Mondoshawan de Aarde kunnen bereiken wordt hun ruimteschip aangevallen en vernietigd door een bende Mangalore-krijgers, die later blijken te zijn ingehuurd door de industrieel Jean-Baptiste Emmanuel Zorg. Deze handelt in opdracht van het kwaad, die Zorg kent als mr. Shadow.
Wanneer de aardse troepen de resten van het Mondoshawan ruimteschip onderzoeken, vinden ze een hand van het vijfde element terug. Hiermee kan professor MacTilburgh van het nucleolaboratorium in New York het vijfde element reconstrueren. Wanneer zij als vrouw weer tot leven is gebracht, ontsnapt ze door van het gebouw van het laboratorium omlaag te springen. Ze valt door het dak van de zweeftaxi van Korben Dallas, en vraagt hem haar naar vader Cornelius te brengen, de contactpersoon van de Mondoshawan. Hier vraagt Korben haar naam, en ze blijkt Leeloo Minai Lekatariba Laminatcha Ekbat De Sabat te heten, afgekort Leeloo. Om de vier elementen, die eruitzien als stenen, op te halen gaan Leeloo en Korben naar de planeet Fhloston in het engel-stelsel, waar ze de stenen zullen ontvangen van de operazangeres diva Plavalaguna. 
Hier volgt een bijzondere scène waarbij de operazangeres een indrukwekkend optreden geeft en de sfeer anders is dan in de rest van de film. Deze wordt abrupt afgekapt met een schietpartij waarbij de Mangalore-krijgers de zangeres dodelijk verwonden. De zangeres blijkt de vier elementen in haar lichaam verstopt te hebben en zo lukt het Leeloo en Korben toch om deze in hun bezit te krijgen. Ze vliegen terug naar de Aarde om de vijf elementen samen te voegen. Leeloo heeft over de aardse geschiedenis en met name de oorlogen gelezen en is gaan twijfelen of ze de mensheid nog wel wil redden. Maar nadat Korben zijn liefde aan haar heeft verklaard, maakt Leeloo samen met de andere vier elementen het licht der schepping en is het universum weer 5.000 jaar veilig.

## Rolverdeling
| Acteur               | Personage                          | Opmerkingen |
| -------------------- | ---------------------------------- | --- |
| Bruce Willis         | Korben Dallas                      | Voormalig lid van de speciale eenheden, nu taxichauffeur                                                           |
| Milla Jovovich       | Leeloo                             | het vijfde element; een geconstrueerd opperwezen. Jovovich trouwde kort nadat de film uitkwam met regisseur Besson |
| Gary Oldman          | Jean-Baptiste Emanuel Zorg         | een nietsontziend industrieel                                                                                      |
| Chris Tucker         | Ruby Rhod                          | een zeer populaire presentator                                                                                     |
| Ian Holm             | Priester Vito Cornelius            | contactpersoon van de Mondoshawan                                                                                  |
| John Bluthal         | Professor Pacoli                   | de ontdekker van het vijfde element                                                                                |
| Luke Perry           | Billy                              | professor Pacoli's assistent                                                                                       |
| Tom Lister jr.       | President Lindberg                 | |
| John Neville         | Generaal Staedert                  | |
| Brion James          | Generaal Munro                     | |
| Christopher Fairbank | Professor MacTilburgh              | |
| Maïwenn Le Besco     | Diva Plavalaguna, de operazangeres | Le Besco had een relatie met regisseur Besson, waarmee ze in 1993 een dochter kreeg                                |
| Mathieu Kassovitz    | Overvaller                         | |
| David Kennedy        | Vliegwagen-politieman              | |
| Indra Ové            | VIP Stewardess                     | |
| Nicole Merry         | VIP Stewardess                     | Brits model |
| Stacey McKenzie      | VIP Stewardess                     | Jamaicaans-Canadees model                                                                                          |
| Rachel Willis        | Stewardess                         | Brits model |
| Sibyl Buck           | Zorg's secretaresse                | Frans-Amerikaans model                                                                                             |
| Gin Clarke           | Diva's assistent                   | Amerikaans model                                                                                                   |
| Ève Salvail          | Mangalore-vrouw                    | Canadees model |
| Yui                  | Fhloston-hostess                   | Thais model |
| Kamay Lau            | Japans meisje                      | Chinees-Canadees model                                                                                             |
| Mia Frye             | Japans meisje                      | Frans-Amerikaans choreografe                                                                                       |
| Tricky               | Right Arm                          | Britse rapper |
| Charlie Creed-Miles  | David                              | Leerling van Vito Cornelius                                                                                        |

## Achtergrond

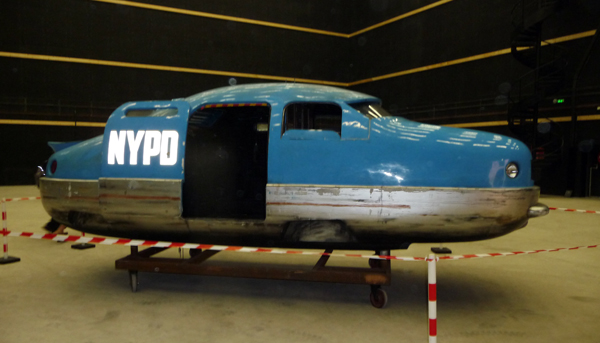
Toestel van NYPD, gebruikt in The Fifth Element

### Vormgeving
Regisseur en scenarioschrijver Luc Besson bedacht op 16-jarige leeftijd het verhaal van de man die in de toekomst een reis naar een prachtige verre planeet wint en daar een vrouw ontmoet die ondanks haar leeftijd van tweeduizend jaar toch oogverblindend mooi is. Besson bleef aan het verhaal werken en tegen 1991 had hij een script van 400 pagina’s en begonnen de plannen voor een film. Hij betrok de Franse striptekenaars Jean-Claude Mézières (Bekend van Ravian en Laureline) en Jean Giraud (beter bekend onder zijn pseudoniem Moebius) om aan de vormgeving te werken. De vliegende taxi’s zijn geïnspireerd op het Ravian-album De sferen van de macht. Ook het werk van Jean Giraud droeg bij aan de uitbundige vormgeving, die veel lichter en kleurrijker is dan in films als Blade Runner. In een jaar tijd werden meer dan achtduizend tekeningen gemaakt ter inspiratie voor de film.
Voor de rol van Korben Dallas werden zowel Bruce Willis als Mel Gibson benaderd. Gibson bedankte en Willis werd als te riskant gezien. Tevens ontstonden er twijfels over het budget en in 1992 werd het project stopgezet waarna Besson zich op de film Léon ging richten. Een tijd later ging het project toch van start en Willis nam de rol aan. Voor de rol van Leeloo zouden achtduizend actrices auditie doen waarvan er zeker 200 persoonlijk met Besson spraken. Uiteindelijk viel de keus op Milla Jovovich.
De Franse modeontwerper Jean Paul Gaultier ontwierp in zijn typische stijl alle kostuums voor de film, ook de kostuums voor de 900 figuranten, die hij stuk voor stuk controleerde.
Het liefst had Besson de film in Frankrijk opgenomen maar het lukte niet om gepaste locaties te vinden. Een groot deel werd opgenomen in de Engelse Pinewood Studios. De woestijnscenes werden gefilmd in Mauritanië en de opera werd opgenomen in het Londense Royal Opera House.
De vernieuwende vormgeving van de stad New York, deels geïnspireerd op de architectuur van het metabolisme, en de taxirace hierin werd alom geprezen, en zou de inspiratiebron zijn geweest voor de achtervolgingsscène door Coruscant in George Lucas' Star Wars: Episode II: Attack of the Clones. Maar The Fifth Element heeft zelf ook elementen uit andere films overgenomen, waaronder Leeloo's uit banden bestaande kleding, die er net zo uitziet als de metalen banden bij Maria in Fritz Langs klassieker Metropolis uit 1927.
Het eerste deel van het door de diva Plavalaguna gezongen lied is Il dolce suono uit de waanzinscène in de 3e akte van Gaetano Donizetti's Lucia di Lammermoor. De diva Plavalaguna werd gespeeld door de Franse actrice Maïwenn Le Besco, maar het lied werd gezongen door de Albanese operazangeres Inva Mula. De zangscènes werden opgenomen in het Royal Opera House in het Londense Covent Garden. In het Servo-Kroatisch betekent Plava blauw en Laguna lagune, waarmee Plavalaguna vertaald kan worden als blauwe lagune of in het Engels blue lagoon. Milla Jovovich speelde in 1991 de hoofdrol in Return to the Blue Lagoon, het vervolg op The Blue Lagoon uit 1980. De explosie in de operazaal boven Fhloston was de grootste studio-explosie die ooit is gefilmd. Er brak een felle brand uit die nog maar net onder controle kon worden gehouden.

### Trivia
The Fifth Element, in het Nederlands vertaald als  het vijfde element, bevat naast de titel een aantal referenties naar het getal 5; er zijn 5 elementen, Korben heeft in het begin van de film nog 5 punten op zijn rijbewijs, Ruby Rhods show begint om 5 uur, Zorg stopt de timer van de bom in het cruiseschip als er nog 5 seconden op de teller staan, de tweede bom van de Mangalores begint met aftellen vanaf 5 seconden, in de Egyptische tempel schreeuwt Ruby Rhod dat "er elke 5 minuten wel ergens een bom afgaat" en als Korben en Leeloo in de eindscène in de reactor liggen zegt de dokter tegen de president dat ze "nog 5 minuten nodig hebben".
De protagonist Korben Dallas (Bruce Willis) en antagonist Zorg (Gary Oldman) ontmoeten elkaar op geen enkel moment in de film en communiceren ook niet rechtstreeks met elkaar. Zorgs uitspraak "What doesn't kill you makes you stronger" is een variatie op een zin uit Friedrich Nietzsches werk Götzen-Dämmerung. Het is wellicht een wat onverwachte wending dat Zorg door een vergissing van een van zijn strijders om het leven komt en niet door de hand van Korben.
Leeloo spreekt een onbekende taal, door priester Cornelius de goddelijke taal genoemd. Deze werd bedacht door Luc Besson en verder ontwikkeld door Milla Jovovich. Tegen het einde van de productie konden Besson en Jovovich hele conversaties houden in de taal en schreven zelfs brieven aan elkaar om de taal te oefenen. Besson had destijds een relatie met Maïwenn Le Besco (de operazangeres) maar tijdens de opnamen verliet hij haar en kreeg een relatie met Milla Jovovich. Uiteindelijk zouden de twee kortstondig met elkaar huwen.
Voor de rol van Ruby Rhod werd Prince benaderd maar volgens een van de verhalen vond hij de kostuums te vrouwelijk waarna Chris Tucker de rol kreeg. Waar de naam Ruby Rhod vandaan komt is niet helemaal duidelijk. Het is ofwel een woordgrapje over het periode-5-element in het periodiek systeem of het is een gender bender-verwijzing met een feminiene voornaam en een masculiene achternaam.
Besson schreef kleine rolletjes voor een aantal van zijn vrienden uit de modewereld, waaronder Ève Salvail, Nicole Merry, Stacey McKenzie, Mia Frye en Sibyl Buck.
Zorg wordt gespeeld door Gary Oldman. Hij speelde ook in Bessons film Léon en Besson zou later Oldmans eigen productie Nil by Mouth financieren.

## Ontvangst en prijzen
De film kostte ongeveer 90 miljoen dollar, waarvan 80 miljoen voor de speciale effecten. Het was destijds de duurste niet-Hollywoodfilm en leverde uiteindelijk aan de kassa's meer dan 260 miljoen op. The Fifth Element ging in première als openingsfilm van het Filmfestival van Cannes op 7 mei 1997. De film trok in Frankrijk bijna 7,5 miljoen bioscoopgangers. In Duitsland ontving de film de Box Office Germany Award in zilver, voor meer dan twee miljoen toeschouwers in 20 dagen. In totaal trok de film in Duitsland meer dan 3,2 miljoen kijkers.
De film ontving een Academy Award-nominatie voor beste visuele effecten en vier Saturn Award-nominaties voor beste film, beste kostuums, beste actrice en beste effecten. The Fifth Element won de BAFTA van de British Film Academy voor de beste speciale effecten.
Verder werd de film voor acht Césars genomineerd, de nationale filmprijs van Frankrijk. The Fifth Element werd genomineerd voor beste film, beste kostuums (Jean Paul Gaultier), beste montage (Sylvie Landra), beste filmmuziek (Eric Serra), beste geluid (Daniel Brisseau), beste regie (Luc Besson), beste camerawerk (Thierry Arbogast) en beste decorontwerp (Dan Weil). De laatste drie categorieën werden gewonnen.
Milla Jovovich ontving naast de bovengenoemde Saturn Award-nominatie ook een Blockbuster Entertainment Awards-nominatie voor beste nieuwe actrice, een MTV Movie Awards-nominatie voor beste gevecht, maar kreeg daarnaast ook een Razzie-nominatie voor slechtste actrice. Ook Chris Tucker ontving een Razzie-nominatie, voor slechtste nieuwe acteur.

## Filmmuziek
De filmmuziek werd vrijwel geheel gecomponeerd door de Franse componist Éric Serra, die zich liet inspireren door de Noord-Afrikaanse raimuziek. Het nummer Alech Taadi van de Algerijnse zanger Khaled, dat wordt gebruikt in de taxi-achtervolging in New York, staat niet op de muziekalbum bij de film, maar wel op Khaled's album N'ssi N'ssi.
Het door de diva Plavalaguna gezongen lied bestaat uit twee delen. Het eerste deel, het opera-gedeelte, komt uit de opera Lucia di Lammermoor en gaat halverwege over in Popmuziek. Beide gedeeltes werden gezongen door de sopraan Inva Mula: haar bereik werd later in de geluidsstudio verhoogd tot 4,5 octaaf.
The Fifth Element - The Original Motion Picture Soundtrack (Virgin Records) bevat de volgende nummers:
1. RXRA - Little Light of Love
2. Éric Serra - Mondoshawan
3. Éric Serra - Timecrash
4. Éric Serra - Korben Dallas
5. Éric Serra - Koolen
6. Éric Serra - Akta
7. Éric Serra - Leeloo
8. Éric Serra - Five Millenia Later
9. Éric Serra - Plavalaguna
10. Éric Serra, Luc Besson, Robert Kamen - Ruby Rap
11. Éric Serra, Sebastien Cortella - Heat
12. Éric Serra - Badaboom
13. Éric Serra - Mangalores
14. Inva Mula - Lucia di Lammermoor
15. Inva Mula -  The Diva Dance
16. Éric Serra - Leeloominai
17. Éric Serra - A Bomb in the Hotel
18. Éric Serra - Mina Hinoo
19. Éric Serra - No Cash No Trash
20. Éric Serra - Radiowaves
21. Éric Serra - Human Nature
22. Éric Serra - Pictures of War
23. Éric Serra - Lakta Ligunai
24. Éric Serra, Sebastien Cortella - Protect Life
25. RXRA - Little Light of Love
26. Éric Serra, Luc Besson, Robert Kamen - Aknot! Wot? (bonus track)